# Kvensöðlar
Kvensöðlar är en bergstopp i republiken Island. Den ligger i regionen Austurland, 400 km öster om huvudstaden Reykjavík. Toppen på Kvensöðlar är 965 meter över havet.
Trakten runt Kvensöðlar är nära nog obefolkad, med mindre än två invånare per kvadratkilometer. Närmaste större samhälle är Djúpivogur, omkring 15 kilometer söder om Kvensöðlar. Trakten runt Kvensöðlar består i huvudsak av gräsmarker.